# Micropyropsis tuberosa
Micropyropsis tuberosa är en gräsart som beskrevs av Romero Zarco och Cabezudo. Micropyropsis tuberosa ingår i släktet Micropyropsis och familjen gräs. Inga underarter finns listade i Catalogue of Life.